# Mycaranthes floribunda
Mycaranthes floribunda är en orkidéart som först beskrevs av David Don, och fick sitt nu gällande namn av Sing Chi Chen och Jeffrey James Wood. Mycaranthes floribunda ingår i släktet Mycaranthes och familjen orkidéer. Inga underarter finns listade i Catalogue of Life.